# Lac Sobatchie
Le lac Sobatchie (en russe : Собачье озеро), appelé couramment ainsi au sens de « lac du chien » par les habitants, est un lac du kraï de Krasnoïarsk, en Russie.
Le lac Sobatchie a la forme d'un long ruban orienté est-ouest et se trouve dans le bassin du fleuve Piassina, en amont du lac Melkoïe et du lac Gloubokoïe, au sein des monts Poutorana. Le lac couvre une superficie de 160 km2. Il est long de 49 km et large de 4 km. Sa profondeur maximale est de 162 m.